# Lindsay
Lindsay（リンジィ）は、2009年8月に誕生した、ナルミヤ・インターナショナルのファッションブランド。女子小中学生を対象にしたファッション誌（『ニコラ』・『ピチレモン』『ラブベリー』・『DiaDaisy』·『ニコ☆プチ』）に掲載されることが多い。ブランド名の「リンジィ」は架空の女の子の名前であり、リンジィが着ている洋服をイメージしている。

## 歴史
- 2009年6月、ブランド立ち上げを発表。
- 2009年8月27日、東武百貨店池袋店に第1号店をオープン。
- 2009年10月31日、当時のイメージモデル・西内まりやとコラボレーションで『西内まりや×LindsayブランドおしゃれBOOK』をnicola特別編集で発売。
- 2010年8月、ブランド1周年。新イメージモデルに中山絵梨奈、福本エミ、清野菜名が起用される。

## 歴代イメージモデル
主に『nicola』（新潮社）の専属モデルがイメージモデルを務めていた。
- 西内まりや（ブランド開始〜2010年春夏）
- 中山絵梨奈・福本エミ・清野菜名（2010年秋冬）
- 中山絵梨奈（2011年春〜2012年春）[3]
- 泉はる（2012年春〜2013年春）
- 田中若葉(2013年春~2014年春)

2014年春現在は『ニコ☆プチ』（新潮社）の専属モデルがイメージモデルを務めている。
- 小出華苑     (2014年春〜2015年夏)
- 黒坂莉那     (2015年秋〜2017年夏)
- 中村紗亜也  (2017年秋〜2019年夏)
- 阿部ここは  (2018年春〜2019年夏)
- 中山あやか  (2019年秋〜2020年夏)
- 星乃あんな  (2020年秋〜)

## ムック
- 西内まりや×LindsayブランドおしゃれBOOK（新潮社、2009年10月31日）ISBN 978-4107902085